# Jazz Etno Funky Festival
Jazz Etno Funky Festival, na kratko JEFF, je poletni glasbeni festival, ki se v organizaciji Kluba študentov občine Koper (KŠOK) v sodelovanju z Zavodom Jazz Etno Funky Festival prireja od leta 2003 in danes velja za enega najpomembnejših kulturnih in družabnih dogodkov, ki v juliju in avgustu popestrijo staro mestno jedro Kopra. Prireditev ohranja kontinuiteto seznanjanja poslušalcev z glasbenimi novostmi, mešanicami različnih glasbenih zvrsti ter ponuja prijetno druženje v ambientu vrtov Pokrajinskega muzeja Koper.

## Zgodovina

### Začetki
Festival je nastal leta 2008 na pobudo aktivistov KŠOK, v sodelovanju s Skupnostjo Italijanov Santorio Santorio - Koper. Prva tri leta so koncertni večeri potekali v prostorih koprskega lokala Circolo, četrto leto (2006) pa se je JEFF preselil v vrtove Pokrajinskega muzeja Koper in KŠOK je odtlej postal edini organizator.
Na JEFFovem odru so se skozi desetletje zvrstila številna odmevna imena kvalitetne glasbe kot so: Vasko Atanasovski, Gwen Hughes, Perpetuum Jazzile, Kelvis Ochoa, Terra Folk produkcija, Kisha, Bratko Bibič, New Swing Quartet, Fake orchestra, Olivija, Dazhbog ensemble, Caña Flamenca, Ansasa Trio, Aritmija, Aljoša Jerič, Ratko Dautovski, Vocalissimo, Greentown Jazz Band, Areia, Erik Marenče, Ethnodelia, Die Resonanz, Kaneo, Sedef, Nino Mureškič, Jure Tori, Ewald Oberleitner, K3, Mahnimal, Adrabesa Quartet, Toxine in mnogi drugi.

### Festival danes
Glasbeni program je v zadnjih letih obdržal format šestih koncertnih večerov z dvema nastopajočima glasbenima aktoma in sicer prve tri srede v juliju ter prve tri srede v avgustu.
Prireditev spremlja tudi vsako leto bogatejša obfestivalska ponudba. Obiskovalci se lahko izobrazijo z glasbenimi in plesnimi delavnicami ter predavanji, v sklopu prireditve pa se odvijajo tudi razstave, umetniški performansi ter ekološko pridelana ponudba hrane in pijače na istrskem kulinaričnem kotičku. V sodelovanju s Kulturno-izobraževalnim društvom PiNA je zadnja leta na voljo tudi avdio in video stream festivala v živo, s prenosom na uradni spletni strani festivala.

## Lokacije
Osrednje prizorišče so vrtovi koprskega Pokrajinskega muzeja, v primeru dežja pa se dogajanje preseli v enega izmed nadomestnih prostorov, koncertno dvorano muzeja ali večnamenski prireditveni prostor Taverna.